# Podopterotegaeus altimonticola
Podopterotegaeus altimonticola är en kvalsterart som beskrevs av Piffl 1972. Podopterotegaeus altimonticola ingår i släktet Podopterotegaeus och familjen Podopterotegaeidae. Inga underarter finns listade i Catalogue of Life.